# 向井淳一郎
向井 淳一郎（、1927年〈昭和2年〉7月4日 - ）は、日本の俳優。東京市渋谷区出身。

## 人物
東宝の専属俳優。加藤茂雄によると、向井はもともと俳優ではなく、脚本家志望で入社したという。
立ち回りを一生懸命に習っていたことを映画監督の稲垣浩に認められ、稲垣の全作品に出演した。東宝特撮では、警官や自衛隊員などの制服役が多い。恰幅のいい体格が特徴である。
1971年、東宝専属制度の廃止後は加藤茂雄、今井和雄らと新星プログループへ移籍し、1970年代半ばまで活動を続けた。以後の消息は明らかでない。

## 出演作品

### 映画
- 殺人者の顔（1950年） - 与太者
- 生きる（1952年） - 映画館の客
- プーサン（1953年） - サングラスの男
- 宮本武蔵（1954年） - 兵卒
- ゴジラシリーズ
  - ゴジラ（1954年） - 記者[5][6]
  - 三大怪獣 地球最大の決戦（1964年） - 国会議員[4]
- 透明人間（1954年） - 朝夕新聞記者、路面電車の乗客、刑事[要出典]
- 不滅の熱球（1955年） - 千葉茂
- 獣人雪男（1955年） - 部落の男[要出典]
- 囚人船（1956年） - 操舵
- 空の大怪獣 ラドン（1956年） - 防衛隊幹部[7][8]（防衛隊員[5]）
- 嵐の中の男（1957年） - 清水道場生・大島
- 柳生武芸帳（1957年） - 長浜主馬亮
- 恐怖の弾痕（1957年） - 鈴木
- 最後の脱走（1957年） - 兵隊
- 花嫁は待っている（1957年） - 稲葉仕入部長
- 地球防衛軍（1957年） - アルファ号乗員[4]
- 旅姿鼠小僧（1958年） - 文三
- 女探偵物語 女性SOS（1958年） - 同僚
- 大怪獣バラン（1958年） - 防衛隊小隊長[9]
- 裸の大将（1958年） - 真岡町の男
- 暗黒街の顔役（1959年） - コステロの部下
- 或る剣豪の生涯（1959年） - 丹沢宗右衛門
- 日本誕生（1959年） - 監奴[10]
- 宇宙大戦争（1959年） - 銀座の警官[1][2][3]、インド代表の声[要出典]
- 暗黒街の対決（1960年） - 青い猫の客
- 女が階段を上る時（1960年） - バーの客
- 国定忠治（1960年） - 清七郎
- 変身人間シリーズ
  - 電送人間（1960年） - 警視庁部長[7][2]
  - ガス人間第一号（1960年） - 留置場の男[要出典]
- ハワイ・ミッドウェイ大海空戦 太平洋の嵐（1960年） - 村人[要出典]
- ふんどし医者（1960年） - 又八
- 駄々っ子亭主 続姉さん女房（1960年） - カメラマン
- 背広三四郎シリーズ
  - 花のセールスマン 背広三四郎（1960年） - 中野出荷課長
  - 背広三四郎 男は度胸（1961年） - 菊池販売課長
  - 背広三四郎 花の一本背負い（1961年） - 菊池課長
- 娘・妻・母（1960年） - レストランのコック
- 大坂城物語（1961年） - 雲居
- 情無用の罠（1961年） - 溝江課長
- 用心棒（1961年）
- 守屋浩の三度笠シリーズ 有難や三度笠（1961年） - 柳右衛門
- 紅の海（1961年8月13日） - 沖仲士組合の男
- 新入社員十番勝負（1961年） - 東亜インキ庶務課長
- 野盗風の中を走る（1961年） - 茶店の亭主
- 暗黒街撃滅命令（1961年） - 藤井警部
- 妖星ゴラス（1962年） - 宇宙基地警備員[1][6]
- どぶろくの辰（1962年、東宝）- 舎熊の配下
- 女性自身（1962年） - 酔客
- 暗黒街の牙（1962年） - 消防夫長
- クレージー作戦シリーズ
  - クレージー作戦 先手必勝（1963年） - 大きい男
  - クレージーだよ奇想天外（1966年） - パチンコ屋の主人
  - クレージー黄金作戦（1967年） - 人事部長
- 妻という名の女たち（1963年） - 「ブラック」の客
- 秘剣（1963年） - 三輪市之丞
- 大盗賊（1963年） - 看守長
- 江分利満氏の優雅な生活（1963年） - 通夜の客
- 恐怖の時間 (1964年)
- 士魂魔道 大龍巻（1964年）
- がらくた（1964年） - 国近三郎兵衛
- 侍（1965年） - 武士
- 暗黒街全滅作戦（1965年） - 犬塚
- 太平洋奇跡の作戦 キスカ（1965年） - 一水戦参謀[7]
- フランケンシュタイン対地底怪獣（1965年）  - 巡査[7]
- 香港の白い薔薇（1965年8月25日） - バトラー
- クレージー映画
  - クレージーの無責任清水港（1966年） - 牢番頭
  - 日本一の断絶男（1969年） - 八百広告社社員
- 暴れ豪右衛門（1966年） - 近江屋幸吉
- ひき逃げ（1966年） - 取調官
- 狸の王様（1966年） - 指令係
- 佐々木小次郎（1967年） - 相沢甚兵衛
- 東宝8.15シリーズ
  - 連合艦隊司令長官 山本五十六（1968年） - 福留第一部長[7]
  - 日本海大海戦（1969年） - 第一艦隊参謀[要出典]
  - 激動の昭和史 軍閥（1970年） - 艦隊司令官
- にっぽん親不孝時代（1968年） - 室伏勝
- 風林火山（1969年） - 萩原常陸介
- ブラック・コメディ ああ!馬鹿（1969年） - 田崎課長
- 水戸黄門漫遊記（1969年） - 石田左門
- 野獣都市（1970年） - 重役
- 頑張れ!日本男児（1970年） - 吉ちゃん
- 悪魔が呼んでいる（1970年） - 刑事
- 喜劇 三億円大作戦（1971年） - 刑事
- ザ・ゴキブリ（1973年） - 山口

### テレビドラマ
- ウルトラシリーズ
  - ウルトラQ 第4話「マンモスフラワー」（1966年） - 警察幹部
  - ウルトラセブン 第26話「超兵器R1号」（1968年） - 瀬川博士
  - 帰ってきたウルトラマン 第13話「津波怪獣の恐怖 東京大ピンチ!」・第14話「二大怪獣の恐怖 東京大龍巻」（1971年） - 自衛隊指揮官
- 桃太郎侍 第2話「二人の女」（1967年）
- 五人の野武士 第25話「礫打ち」（1969年）
- 大忠臣蔵（1971年） - 万助
- 火曜日の女シリーズ / 喪服の訪問者（1971年、NTV）
- 飛び出せ!青春 第2話「ヘソはお前だ!」（1972年）
- 一心太助 第23話「三河物語異聞」（1972年） - 市毛
- 荒野の素浪人 第14話「奇襲 女地獄牢」（1972年）
- 太陽にほえろ!
  - 第15話「拳銃とトランペット」（1972年） - 戸川組組長
  - 第41話「ある日、女が燃えた」（1973年） - 会議場前の男
  - 第76話「おふくろ」（1973年） - 喫茶店店主
  - 第102話「愛が終った朝」（1974年） - 七曲署警邏部部長
  - 第115話「一枚の名刺」（1974年） - 文栄堂主人
- 愛の戦士レインボーマン 第20話「M作戦をぶっ飛ばせ!!」（1973年） - 対策委員
- ファイヤーマン 第13話「竜神沼の恐怖」（1973年） - 龍神村村人[注釈 2]
- へんしん!ポンポコ玉（1973年）
- 剣客商売 第6話「まゆ墨の金ちゃん」（1973年）
- 流星人間ゾーン 第13話「戦慄! 誕生日の恐怖」（1973年） - ガロガバラン星人
- ジャンボーグA 第26話「- グロース第2号作戦 - 気ちがい星とノンビリゴン」（1973年） - 中華料理店「松葉」の主人[注釈 2]
- 荒野の用心棒 第18話「黒い陰謀は波涛を越えて…」（1973年）
- ダイヤモンド・アイ 第5話「消えた20億!」（1973年） - ガードマン
- 大江戸捜査網 第3シリーズ
  - 第10話「目撃者を消せ!」（1973年） - 丹波屋
  - 第32話「殺しを呼んだ御用金」（1974年） - 駒造
  - 第60話「女の肌に竜が泣く」（1974年） - 越前屋半蔵
- 電人ザボーガー 第42話「魔神三ッ首 その謎をあばけ」（1974年） - 太田
- われら青春! 第8話「グッド・ファーザー!!」（1974年）
- 新・荒野の素浪人 第35話「血風つむぎ唄」（1974年）
- 鬼平犯科帳（丹波哲郎版） 第24話「泣き味噌屋」（1975年）- 居酒屋の亭主